# Harold Hughes

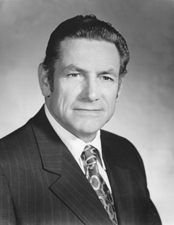
Harold Hughes

Harold Everett Hughes (* 10. Februar 1922 in Ida Grove, Ida County, Iowa; † 23. Oktober 1996 in Glendale, Arizona) war ein US-amerikanischer Politiker (Demokratische Partei) und von 1963 bis 1969 der 36. Gouverneur des Bundesstaates Iowa. Zwischen 1969 und 1975 vertrat er seinen Staat im US-Senat.

## Frühe Jahre
Harold Hughes besuchte die öffentlichen Schulen seiner Heimat und dann mit Hilfe eines Footballstipendiums die University of Iowa. Jedoch hat er die Universität aber nach einem Jahr vorzeitig verlassen, um zu heiraten. Während des Zweiten Weltkriegs war er als Soldat der US-Armee in Nordafrika, auf Sizilien und dem italienischen Festland eingesetzt. Dabei musste er sich einem Kriegsgericht stellen, weil er einen Offizier beleidigt hatte. Das Urteil sah einen gefährlichen Einsatz in Sizilien vor, der ihn wahrscheinlich das Leben gekostet hätte. Durch Krankheit blieb ihm dieses Schicksal erspart, sein Ersatzmann aber wurde tatsächlich bei diesem Einsatz getötet.

„Vater betete so, als ob Gott tatsächlich mit an unserem Tisch säße. Und seine unmittelbare Beziehung zu dem Allmächtigen schien sich auf uns alle zu übertragen. Und ich mußte an meine vielen Onkel und Vettern denken, die dort im Süden, in Kentucky, wo Mutter und Vater aufgewachsen waren, Baptistenprediger waren. Mutter hoffte immer, daß einer von ihren beiden Söhnen auch ein Prediger werden würde, aber nach meiner Meinung endete die Predigerdynastie unserer Familie im Hügelland Kentuckys. Und damals, im Alter von fünf Jahren, hatte ich ohnehin beschlossen, Jäger und Fallensteller zu werden.“

## Politischer Aufstieg
Nach dem Krieg wurde Hughes ein erfolgreicher Fuhrunternehmer in Iowa. Er gründete das Iowa Better Trucking Bureau. Allerdings hatte er zwischen 1946 und 1952 ein ernstes Alkoholproblem, das ihn bis zum Rande des Selbstmords trieb. Dann gelang ihm eine erfolgreiche Entziehungskur. Zwischen 1959 und 1962 war er Mitglied der Handelskommission von Iowa.
Im Jahr 1962 wurde er gegen den Amtsinhaber Norman Erbe zum neuen Gouverneur seines Staates gewählt. Hauptstreitpunkt im Wahlkampf war die Frage der Prohibition bzw. ob in Iowa das Verkaufsrecht von Alkohol beibehalten oder geändert werden sollte. Damals konnte man Bier nur in Bars sowie Wein und andere Spirituosen in staatlichen Läden oder privaten Klubs kaufen. Gegen diese Praxis wurde oft verstoßen und der Korruption war Tür und Tor geöffnet. Trotzdem wollte Gouverneur Erbe daran festhalten, während Hughes ein gerechteres System zur Kontrolle des Alkoholverkaufs und Konsums anstrebte.

## Gouverneur von Iowa
Harold Hughes trat sein neues Amt am 17. Januar 1963 an. Nachdem er in den Jahren 1964 und 1966 jeweils in seinem Amt bestätigt wurde, konnte er bis zum 1. Januar 1969 amtieren. Schon kurz nach seinem Amtsantritt wurde in Iowa ein neues Gesetz zur Regelung des Umgangs mit Alkohol erlassen. Der Gouverneur als ehemaliger Alkoholabhängiger setzte sich in seiner Amtszeit für die Behandlung der Alkoholsüchtigen ein. In seiner Amtszeit wurden in Iowa das Prinzip der staatlichen Stipendien eingeführt. Der Landwirtschaft wurde mit Steuererleichterungen unter die Arme gegriffen. Auch in Iowa wurde eine Bürgerrechtskommission gegründet. Im Schulwesen wurden nun verstärkt das Radio und das Fernsehen zu Lehr- und Unterrichtszwecken eingesetzt und die Unfallentschädigungen und das Arbeitslosengeld wurden erhöht. Bemerkenswert ist auch die Abschaffung der Todesstrafe in diesem Staat. In diesen Jahren kam es aber in Iowa auch zu Rassenunruhen und zu Demonstrationen gegen den Vietnamkrieg. Gouverneur Hughes war auch Mitglied einiger Gouverneursvereinigungen. Am 1. Januar 1969 trat er von seinem Amt als Gouverneur zurück, um in den US-Senat zu wechseln.

## Im US-Senat
Harold Hughes war zunächst ein Anhänger von Präsident Lyndon B. Johnson. Später wandte er sich aber von diesem ab, weil er viele politische Entscheidungen des Präsidenten nicht mittragen konnte. Dazu gehörte auch der Vietnamkrieg. Hughes wurde ein Freund von Robert F. Kennedy, der ihn zu einer Kandidatur für den Senat ermutigte. Bei den Wahlen des Jahres 1968 konnte Hughes dann den Sitz des republikanischen Senators Bourke B. Hickenlooper erringen. Zwischen dem 3. Januar 1969 und dem 3. Januar 1975 vertrat er nun seinen Bundesstaat im Kongress. Im Jahr 1971 war er kurzzeitig als Präsidentschaftskandidat seiner Partei im Gespräch. Hughes zeigte sich anfangs davon nicht abgeneigt, stieg aber bald aus dem Vorwahlkampf wieder aus.

„Ich hatte Freunde und Kollegen unter den Senatoren, die überzeugte Christen waren und doch die Theorie des 'gerechten Krieges' befürworteten. Ich empfand deswegen weder Wut, noch verurteilte ich sie wegen ihres Standpunktes. Ich mußte sie einfach der Hand Gottes überlassen und anerkennen, daß er wirklich ein souveräner Herr über alle Menschen ist und weiß, was er durch sie in dieser Welt tut. Das einzige, was ich tun konnte, war, den Überzeugungen zu folgen, von denen ich durch ihn und sein Wort gekommen war. Dies wurde für mich bedeutsamer, als in dem unheilvollen Jahr 1972 der Wahlsieg Nixons bekanntgegeben wurde. Er hatte in fast allen Staaten - bis auf einen - die Mehrheit erreicht, und eine Umfrage ergab, daß sogar ein Drittel der demokratischen Stammwähler für ihn gestimmt hatte. Hatten die Leute denn nicht gemerkt, daß so vieles, was in Amerika schief lag - angefangen beim Krieg bis hin zu den vielen Notleidenden in unserem Land - von Nixon und seinen Mitstreitern unter den Teppich gefegt worden war?“

## Weiterer Lebenslauf
Nach dem Ende seiner Zeit im Kongress widmete sich Hughes religiösen Themen und zwei in Washington angesiedelten Stiftungen. In den Jahren 1975 bis 1976 war er noch Berater des US-Senats und von dessen juristischem Ausschuss. Hughes setzte sich weiterhin gegen Alkoholmissbrauch und für Alkoholgeschädigte ein. Er starb im Jahr 1996. Mit seiner Frau Eva Mae Mercer hatte er drei Kinder.

## Werke
mit Dick Schneider: Senator Harold E. Hughes. Ein ungewöhnliches Leben. Lastwagenfahrer und Alkoholiker, Senator und Präsidentschafts-Kandidat. (Original: The man from Ida Grove.) Hänssler, Neuhausen-Stuttgart 1991, ISBN 3-7751-0567-0.